# Grande Unidade
A Grande Unidade (chinês: 大同, pinyin: dàtóng) é uma visão utópica chinesa de um mundo onde todos e tudo estão em completa paz. É uma ideia que pode ser encontrada na filosofia clássica chinesa, tendo sido evocada muitas vezes na história moderna da China.

## História
A noção de "Grande Unidade" aparece no capítulo "Lǐyùn" (禮運) do "Clássico dos Ritos", um dos textos confucionistas clássicos da China. De acordo com o que é descrito no texto, a sociedade da Grande Unidade era governada pelo público, onde as pessoas escolhiam homens de virtude e capacidade e valorizavam confiança e harmonia. As pessoas não apenas amavam seus próprios pais e filhos, mas também asseguravam a vida dos idosos até o fim de suas vidas, permitiam que os adultos fossem úteis à sociedade e ajudavam os jovens a crescer. Todos os que eram viúvos, órfãos, sem filhos, deficientes e doentes recebiam cuidados. Os homens assumiam suas responsabilidades e as mulheres tinham suas casas. As pessoas não gostavam de ver os recursos sendo desperdiçados, embora não buscassem possuí-los; buscavam exercer sua força, mas não em benefício próprio. Desse modo, pensamentos egoístas eram descartados, as pessoas se abstinham de roubar e assaltar, e as portas externas permaneciam sempre abertas.
O conceito foi usado por Kang Youwei em seu tratado utópico visionário, O Livro da Grande Unidade (chinês: 大同書).
A Grande Unidade também é frequentemente mencionada nos escritos de Sun Yat-sen e está incluída nas letras do Hino Nacional da República da China (Taiwan). 
Essa ideologia pode ser refletida nos seguintes exemplos, cada um de um hino nacional da República da China (Taiwan): 
- 「三民主義，吾黨所宗，以建民國，以進大同。」 (tradução literal: "Três Princípios do Povo, nosso objetivo, construir a República, avançar rumo à Grande Unidade.") - Hino Nacional da República da China
- 「毋自暴自棄，毋故步自封，光我民族，促進大同。」(tradução literal: "Nunca abandonar em desespero, nem ser complacente com as conquista; Glorificar nossa nação e trabalhar promovendo a Grande Unidade.") - Hino Nacional da Bandeira da República da China